# 美国驻长春领事馆
美國駐中華民國長春總領事館，因國共內戰於1948年1月:122,124,125關閉。
關閉之前美国驻长春副总領事西本斯表示願意率部分工作人員繼續駐守長春，其理由為：由於長春中華民國政府軍力量薄弱，長春將會陷落。可以在近距離觀察中共對於美國的政策。美國國務院對其精神表揚後，還是決定關閉長春領事館，而將觀察中共對美國政策的地點選在了沈阳。
1948年11月15日，中国人民解放军沈阳军事管制委员会向美国驻沈阳总领事华德发出了第二号公函和第四号通令，明确要求除军管会特别批准者外，任何中国和外国公民与机构，凡有电台及其收发报装置者，均须在36小时之内报知该委员会，并送交其保管。美国驻沈阳总领馆则拒绝交出领馆电台，其后解放军与美领馆对峙一年后，美国外交人员正式撤离沈阳。